# Naissance en 1961
Naissance
- 1957
- 1958
- 1959
- 1960
- 1961
- 1962
- 1963
- 1964
- 1965

Les naissances en 1961 concernent les personnalités nées entre le 1er janvier et le 31 décembre 1961.

## Janvier
- 1er janvier : 
  - Aziz Akhannouch, homme politique marocain.
  - Cécile Paoli, comédienne française.
- 2 janvier : 
  - Gabrielle Carteris, actrice américaine.
  - Hitoshi Saitō, judoka japonais († 20 janvier 2015).
  - Mokhzani Mahathir, fils de l'ancien Premier ministre malaisien Mahathir Mohamad et de son épouse Siti Hasmah Mohamad Ali.
- 4 janvier : Lee Curreri, acteur et musicien américain.
- 5 janvier : Frédéric Taddeï, journaliste, animateur de télévision et de radio français.
- 7 janvier : Lorraine Ashbourne, actrice britannique.
- 8 janvier : Javier Imbroda, entraîneur espagnol de basket-ball († 2 avril 2022).
- 9 janvier : Xavier Dupont de Ligonnès, père de famille et principal suspect de l'Affaire Dupont de Ligonnès.
- 10 janvier : 
  - Janet Jones, actrice américaine.
  - Yannick Hornez, clown et journaliste culinaire, France.
- 13 janvier : Julia Louis-Dreyfus, actrice et humoriste américaine.
- 17 janvier : 
  - Alex Ramos, boxeur américain.
  - Selena Steele, actrice de films pornographiques américaine.
- 19 janvier : Paul McCrane, acteur et réalisateur américain.
- 20 janvier : Vincent Jordy, évêque catholique français, évêque auxiliaire de Strasbourg.
- 24 janvier : Nastassja Kinski, actrice et mannequin allemande.
- 25 janvier : Roger Yuan, acteur et cascadeur américain.
- 26 janvier : Wayne Gretzky, joueur de hockey professionnel canado-américain.
- 30 janvier : 
  - Kamel Messaoudi, chanteur et musicien algérien de Chaâbi († 10 décembre 1998).
  - Dexter King, acteur américain († 22 janvier 2024).
- 31 janvier :
  - Fatou Bensouda, avocate gambienne, ministre de la justice, procureure à la CPI.
  - Elizabeth Barker, femme politique britannique.

## Février
- 1er février : Daniel M. Tani, astronaute américain.
- 3 février : 
  - Maria de Barros, chanteuse cap-verdienne.
  - Awn Hussain Al Khashlok, homme d'affaires irakien.
  - Saba Mahmood, anthropologue américaine († 10 mars 2018).
- 4 février : 
  - Dominique Lefebvre, footballeur puis entraîneur français.
  - Vladimir Pachkov, homme politique ukrainien.
- 5 février : 
  - Thorsten Hoffmann, homme politique allemand.
  - Joseph Lambert, Homme d'État Haïtien.
- 6 février :
  - Iouri Onoufrienko, cosmonaute russe.
  - Marie-Ange Michelangeli
  - Florence Aubenas, journaliste et grand reporter française, ex-otage en Irak
- 7 février :
  - François d'Orléans, dauphin de France et comte de Clermont († 31 décembre 2017).
  - Maria Probosz, actrice polonaise († 14 septembre 2010).
  - Alfred Zijai, footballeur albanais († 11 février 2013).
  - Laurent Vimont, homme d'affaires français († 11 mars 2022).
- 8 février : Noureddine Taboubi, syndicaliste tunisien.
- 9 février : Pascal Chaumeil, réalisateur, scénariste et dialoguiste français († 27 août 2015).
- 11 février : Carey Lowell, actrice américaine.
- 12 février : David Graeber, anthropologue et militant anarchiste américain († 2 septembre 2020).
- 13 février : Richard Tyson, acteur américain.
- 14 février : Maria do Carmo Silveira, femme politique, ancien premier ministre de Sao Tomé-et-Principe.
- 15 février :
  - Cheam Channy, homme politique cambodgien († 25 octobre 2018).
  - Mohamed Farah, footballeur international somalien († 24 mars 2020).
- 17 février :
  - Olivier Charlier, violoniste français.
  - Nicolas Forissier, homme politique français.
  - Meir Kessler, grand-rabbin.
- 18 février : 
  - Armin Laschet, homme politique allemand.
  - Hagen Liebing, musicien et rédacteur allemand († 25 septembre 2016).
- 21 février : Amar Ghoul, homme politique algérien.
- 23 février :
  - Eddy Caekelberghs, journaliste belge.
  - Nardi Suxo, femme politique et diplomate bolivienne.
  - Anne-Marie Michelangeli, AMP française.
- 24 février : Andrea Augello, homme politique italien († 28 avril 2023).
- 26 février : 
  - Virginie Lemoine, humoriste et comédienne française.
  - Vincent Duclert, historien français.
- 28 février : Rae Dawn Chong, actrice canado-américaine.

## Mars
- 3 mars :
  - Philomène Bompoko Lomboto, joueuse de basket-ball congolaise (RDC) († 25 décembre 2015).
  - Vyacheslav Ivanenko, athlète soviétique, spécialiste de la marche.
  - Fatima Whitbread, athlète britannique, spécialiste du lancer du javelot.
- 4 mars : Steven Weber, acteur américain.
- 7 mars : Nicolas Dupont-Aignan, homme politique français, maire de Yerres et député.
- 10 mars : Laurel Clark, astronaute américaine († 1er février 2003).
- 11 mars : 
  - Éric Naulleau, éditeur français.
  - Mohammed ben Zayed Al Nahyane, prince héritier et ministre de la défense d'Abou Dabi.
- 15 mars : 
  - Olivia Brunaux, actrice française.
  - Wavel Ramkalawan, homme politique seychellois.
  - Moungi G. Bawendi, chimiste franco-tuniso-américain.
- 16 mars : Todd McFarlane, auteur américain.
- 17 mars :
  - Dana Reeve, actrice et chanteuse américaine († 6 mars 2006).
  - Kalpana Chawla, astronaute américaine d'origine indienne († 1er février 2003).
- 18 mars : Grant Hart, musicien et chanteur américain († 14 septembre 2017).
- 19 mars : Jos Lansink, cavalier belge.
- 23 mars : Billy Warlock, acteur américain.
- 24 mars : Maureen O'Toole, joueuse américaine de water-polo.
- 25 mars : John Stockwell, acteur, réalisateur, scénariste et producteur américain.
- 26 mars : Michel Goffin, coureur cycliste belge († 27 février 1987).
- 27 mars : Christian Ntsay, Premier ministre malgache.
- 28 mars :
  - Charlotte Phoba Massiala, femme politique congolaise († 9 février 2022).
  - Carol Arnauld, ex-chanteuse, auteure et compositrice française († 9 septembre 2022).
- 30 mars : Tina May, chanteuse britannique de jazz († 26 mars 2022).
- 31 mars : Laurence Crouzet, actrice, adaptatrice et directrice artistique française.

## Avril
- 2 avril :
  - Christopher Meloni, acteur américain.
  - Marie-Ange Nardi, animatrice de télévision française.
  - Manouk van der Meulen, actrice néerlandaise.
- 3 avril : 
  - Paul Balenza, homme politique de la République démocratique du Congo.
  - Eddie Murphy, acteur américain.
  - Elizabeth Gracen, actrice américaine.
- 6 avril : Moustapha Badreddine, chef militaire du Hezbollah et terroriste libanais († 13 mai 2016).
- 7 avril : Pascal Olmeta, footballeur français.
- 10 avril :
  - Rudy Dhaenens : coureur cycliste belge († 6 avril 1998).
  - Olivier Raoux, décorateur de cinéma français († 22 mars 2011).
- 11 avril : 
  - Roberto Cabañas, footballeur paraguayen († 9 janvier 2017).
  - Vincent Gallo, acteur, réalisateur et musicien américain.
- 12 avril :
  - Lisa Gerrard, chanteuse du groupe Dead Can Dance.
  - Yang Tongyan, journaliste, écrivain et blogueur chinois († 7 novembre 2017).
- 14 avril : Robert Carlyle, acteur écossais.
- 17 avril : Sergueï Jirnov, espion russe.
- 18 avril : 
  - Élisabeth Borne, haute fonctionnaire française, actuelle Première ministre.
  - Jane Leeves, actrice anglaise.
  - Michel Sarran, chef cuisinier français.
- 20 avril : Mike Pniewski, acteur américain.
- 23 avril : George Lopez, humoriste, acteur, producteur, réalisateur, scénariste et animateur de talk show américain.
- 24 avril : Roger Mayweather, boxeur puis entraineur américain († 17 mars 2020).
- 25 avril :
  - Frank De Winne, spationaute belge.
  - Pierre Sineux, historien français de la Grèce antique († 4 février 2016).
- 26 avril :
  - Bo Leif Andersson, ancien biathlète suédois.
  - Galina Viktorovna Beliaïeva, actrice russe.
  - Serge Bromberg, président de société, producteur, réalisateur, directeur artistique, animateur de télévision et directeur de collection.
  - Joan Chen, actrice, productrice, réalisatrice et scénariste américaine d'origine chinoise.
  - Philippe Chevallier, coureur cycliste français.
  - Doug Shedden, ancien joueur de hockey sur glace et ancien sélectionneur de la Finlande.

## Mai
- 2 mai :
  - Stephen Daldry, réalisateur, metteur en scène et producteur anglais.
  - Peter Doohan, joueur de tennis australien († 21 juillet 2017).
- 3 mai : Alexandre Zinoviev, coureur cycliste ukrainien († 21 février 2005).
- 5 mai : Ali Hussein, footballeur irakien († 26 octobre 2016).
- 6 mai : 
  - George Clooney, acteur américain.
  - Pippa Haywood, actrice britannique.
- 7 mai : Félicité Wouassi, actrice française.
- 8 mai : Andrea Pollack, nageuse est-allemande puis allemande († 13 mars 2019).
- 9 mai : Ndary Lô, sculpteur-plasticien sénégalais († 8 juin 2017).
- 10 mai : Bruno Wolkowitch, acteur français.
- 12 mai :
  - Philippe Graton, auteur et photographe français.
  - Zandile Gumede, femme politique sud-africaine.
- 13 mai :
  - Dennis Rodman, basketteur américain.
  - Danny Leiner, réalisateur, producteur et scénariste américain († 18 octobre 2018).
- 14 mai : Tim Roth, acteur, producteur et réalisateur britannique.
- 17 mai : 
  - Enya, chanteuse irlandaise.** Amadou Ba, homme politique sénégalais.
  - Amadou Ba, homme politique sénégalais.
- 21 mai : Brent Briscoe, acteur américain († 18 octobre 2017).
- 22 mai : Anique Poitras, écrivaine québécoise († 19 décembre 2016).
- 23 mai : Philippe Cochet, homme politique français.
- 27 mai : Fernando Eduardo Carita, poète portugais († 22 juin 2013).
- 31 mai : Lea Thompson, actrice, productrice et réalisatrice américaine.

## Juin
- 1er juin :
  - Frédéric de Wurtemberg, entrepreneur allemand († 9 mai 2018).
  - Peter Machajdik, compositeur slovaque.
  - Evgueni Prigojine, homme d'affaires soviétique puis russe († 23 août 2023).
- 2 juin : Liam Cunningham, acteur irlandais.
- 3 juin : César Zabala, joueur de football international paraguayen († 31 janvier 2020).
- 4 juin : Dani Kouyaté, réalisateur burkinabé.
- 6 juin : Tom Araya, chanteur de Slayer.
- 9 juin : 
  - Michael J. Fox, acteur, auteur, producteur et activiste canado-américain.
  - Carlos Sotto Mayor , compositrice, chanteuse, auteure et actrice brésilienne.
- 10 juin : Rodrigo Chaves Robles, homme politique costaricain.
- 14 juin : 
  - Boy George, chanteur de Culture Club.
  - Laurent Boutonnat, musicien et réalisateur français.
- 18 juin :
  - Hiroshi Ōnishi, peintre et professeur d'université japonais († 31 mars 2011).
  - Abbes Zahmani, acteur français.
- 21 juin : 
  - Stéphane Girard dit Gess, dessinateur et scénariste français de bande dessinée.
  - Manu Chao, auteur-compositeur-interprète, chanteur et musicien français.
- 22 juin : Jimmy Somerville, chanteur anglais du groupe The Communards.
- 23 juin : Mitar Subotić, compositeur et musicien yougoslave († 2 novembre 1999).
- 24 juin : 
  - Curt Smith, chanteur, bassiste et compositeur anglais, membre du groupe Tears for Fears.
  - Iain Glen, acteur britannique.
- 25 juin : Ricky Gervais, humoriste, acteur, scénariste et réalisateur britannique.
- 26 juin : Greg LeMond, coureur cycliste américain.
- 27 juin : Eric Melville, joueur de rugby à XV sud-africain naturalisé français († 18 juin 2017).
- 29 juin :
  - Víctor Genes, footballeur puis entraîneur paraguayen († 17 mars 2019).
  - Sharon Lawrence, actrice américaine.
- 30 juin : Franck Mesnel, rugbyman français.

## Juillet
- 1er juillet :
  - Todd Boyce, acteur de cinéma, de télévision et de théâtre américain.
  - Carl Lewis, athlète américain.
  - Fredy Schmidtke, coureur cycliste allemand († 1er décembre 2017).
  - Diana Spencer, aristocrate anglaise, membre de la famille royale britannique († 31 août 1997).
- 2 juillet :
  - Samy Naceri, acteur et producteur français.
  - Christophe Otzenberger, acteur, réalisateur chef opérateur et scénariste français († 3 juin 2017).
- 4 juillet : 
  - Éric Dubuc, peintre français († 10 septembre 1986).
  - Wolf Bachofner, acteur autrichien.
  - Ted Elliott, scénariste et producteur américain.
- 5 juillet :
  - Meir Banai, musicien, chanteur et auteur-compositeur israélien († 12 janvier 2017).
  - Marcello Landi, philosophe et théologien catholique italien.
- 7 juillet : Eric Jerome Dickey, écrivain américain († 3 janvier 2021).
- 8 juillet : 
  - Valérie Benguigui, actrice française († 2 septembre 2013).
  - Andrew Fletcher, musicien britannique cofondateur et membre du groupe Depeche Mode († 26 mai 2022).
  - Toby Keith, Compositeur-interprète américain († 5 février 2024).
- 10 juillet : Jacky Cheung, chanteur et acteur hongkongais.
- 12 juillet : 
  - Dominique Thomas, acteur et metteur en scène français.
  - Caroline Bliss, actrice britannique.
- 14 juillet : Jackie Earle Haley, acteur américain.
- 15 juillet : 
  - Gaëlle Legrand, actrice française.
  - Forest Whitaker, acteur américain.
  - Lolita Davidovich, actrice canadienne, d'origine serbe.
  - Jean-Christophe Grangé, écrivain français.
- 16 juillet : 
  - Pascal Malbeaux, footballeur français († 7 juin 2012).
  - Valentin Vasilescu, homme politique roumain et ancien pilote de l'armée de l'air roumaine.
- 17 juillet : 
  - António Costa, homme politique portugais et ancien Premier ministre.
  - Simon West, réalisateur, scénariste, producteur et cadreur britannique.
- 18 juillet : 
  - Elizabeth McGovern, actrice américaine.
  - Walid Daqqa, prisonnier, écrivain et activiste palestinien citoyen d'Israël († 7 avril 2024).
- 19 juillet : 
  - Gilles Bloch, chercheur français.
  - Campbell Scott, acteur, réalisateur, producteur américain.
- 21 juillet : François Zahoui, footballeur international ivoirien.
- 22 juillet :
  - Xhevat Bislimi, homme politique kosovar.
  - Pascal Jules, coureur cycliste français († 25 octobre 1987).
  - Apollinaire Malu Malu, prêtre catholique, activiste et homme d’État congolais († 30 juin 2016).
  - Porphyre, 46e patriarche de l'Église orthodoxe serbe.
- 23 juillet : 
  - Martin L. Gore, auteur-compositeur, chanteur britannique et membre du groupe Depeche Mode.
  - Woody Harrelson, acteur américain.
- 24 juillet : Bruno Colmant, économiste et écrivain belge.
- 25 juillet : 
  - Bobbie Eakes, actrice et chanteuse américaine.
  - Darren Star, scénariste, producteur, réalisateur et acteur américain.
  - Katherine Kelly Lang, actrice américaine.
- 26 juillet : Keiko Matsui, claviériste et compositeur japonaise.
- 27 juillet : 
  - Alain Moloto, chanteur congolais.(† 2 août 2013).
  - Daniel C. Burbank, astronaute américain.
  - John Putch, acteur, producteur, réalisateur et scénariste américain.
  - Laurent Bignolas, journaliste et animateur de télévision français.
  - Rebecca Staab, actrice américaine.
- 28 juillet :
  - Aleksandr Kurlovich, haltérophile soviétique puis biélorusse († 6 avril 2018).
  - Scott E. Parazynski, astronaute américain.
  - John Watkiss, artiste anglais († 20 janvier 2017).
- 30 juillet : Laurence Fishburne, acteur américain.
- 31 juillet : Lisa Federle, médecin allemande.

## Août
- 1er août : 
  - Maria Burton, actrice, productrice et réalisatrice américaine.
  - Michael Spiller, réalisateur de télévision, acteur et producteur américain.
  - Mick Davis, réalisateur et producteur britannique.
- 2 août : Wendy Finerman, productrice de cinéma américaine.
- 3 août : Valentin Dolfi, poète roumain.
- 4 août : 
  - Barack Obama, homme politique américain, quarante-quatrième président des États-Unis.
  - Lauren Tom, actrice américaine.
- 5 août : 
  - Janet McTeer, actrice britannique.
  - Tawny Kitaen, actrice américaine († 7 mai 2021).
- 6 août : Karl Zéro, animateur de télévision, écrivain et réalisateur français.
- 7 août : 
  - Maggie Wheeler, actrice américaine.
  - Walter Swinburn, jockey britannique († 12 décembre 2016).
- 8 août : 
  - The Edge, guitariste irlandais du groupe U2.
  - Ron Klain, avocat américain, 30e chef de cabinet de la Maison-Blanche depuis 2021.
- 9 août : 
  - Amy Stiller, actrice et scénariste américaine.
  - Laurent Herbiet, réalisateur et scénariste français.
- 11 août : Frederick W. Sturckow, astronaute américain.
- 12 août : Andrea G. Pinketts, journaliste et écrivain italien († 20 décembre 2018).
- 13 août : 
  - Dawnn Lewis, actrice américaine.
  - Hafida Bachir, féministe belge.
  - Koji Kondo, compositeur et musicien japonais.
- 15 août : Fares Helou, acteur syrien.
- 16 août : Elpidia Carrillo, actrice mexicaine de cinéma et de télévision.
- 17 août : Kati Outinen, actrice finlandaise.
- 18 août : 
  - Daniela Lumbroso, animatrice de radio et de télévision et une productrice de télévision française.
  - Glenn Plummer, acteur, producteur et réalisateur américain.
- 19 août :
  - Caspar Bowden, militant britannique de la vie privée et des droits de l'homme († 9 juillet 2015).
  - Tony Longo, acteur américain († 21 juin 2015).
- 20 août : Manuel Merino, homme politique péruvien.
- 21 août : Stephen Hillenburg, dessinateur, scénariste et réalisateur américain († 26 novembre 2018).
- 22 août : 
  - Roland Orzabal, chanteur, compositeur et guitariste anglais, cofondateur du groupe Tears for Fears.
  - Alexandre Dvornikov, général Russe des forces terrestres de Russie.
- 23 août : Alexandre Desplat, compositeur français de musique de film.
- 24 août :
  - Slim Chaker, homme politique tunisien († 8 octobre 2017).
  - Mark Protosevich, scénariste américain.
- 25 août : 
  - Ally Walker, actrice américaine.
  - Billy Ray Cyrus, chanteur, acteur et auteur-compositeur-interprète américain.
  - Joanne Whalley, actrice britannique.
- 26 août : Daniel Lévi, auteur-compositeur-interprète et pianiste français († 6 août 2022).
- 28 août : Jennifer Coolidge, actrice américaine.
- ? août : Mario Chenart, auteur-compositeur-interprète canadien († 16 février 2019).

## Septembre
- 1er septembre : 
  - Brian Markinson, acteur américano-canadien.
  - Christopher Ferguson, astronaute américain.
  - Deborah Richter, actrice américaine.
  - Tonino Benacquista, écrivain et scénariste français.
- 2 septembre : 
  - Anthony Wong Chau-sang, acteur chinois.
  - Eugenio Derbez, acteur, scénariste, écrivain, producteur et réalisateur mexicain.
  - Fred Romano, actrice, journaliste et auteure française
- 4 septembre : Cédric Klapisch, réalisateur français.
- 6 septembre : Pål Waaktaar-Savoy, musicien et auteur-compositeur norvégien.
- 7 septembre : 
  - Eva Grimaldi, actrice italienne.
  - LeRoi Moore, saxophoniste américain du Dave Matthews Band († 19 août 2008).
- 8 septembre : Fernanda Abreu, chanteuse brésilienne.
- 9 septembre : 
  - Issam Zahreddine, major-général syrien († 18 octobre 2017).
  - Neal Purvis, scénariste et producteur britannique.
  - Pepín Jiménez, matador espagnol.
- 10 septembre : Alberto Núñez Feijóo, homme politique espagnol.
- 11 septembre : 
  - Elizabeth Daily, actrice américaine.
  - François-Xavier Bagnoud, pilote d'hélicoptère († 14 janvier 1986).
  - Susan Gibney (en), actrice américaine.
  - Virginia Madsen, actrice américaine.
- 12 septembre : 
  - Ana-Maria Avram, compositrice, pianiste, musicologue et chef d'orchestre roumaine († 1er août 2017).
  - Mylène Farmer, chanteuse, productrice et actrice franco-canadienne.
- 13 septembre : Dave Mustaine, chanteur, guitariste américain du groupe Megadeth.
- 14 septembre : Martina Gedeck, actrice allemande.
- 15 septembre : Colin McFarlane, acteur anglais.
- 16 septembre : Terry Blair, tueur en série américain  († 11 mai 2024).
- 17 septembre : 
  - Michelle Joyner, actrice américaine.
  - Pamela Melroy, astronaute américaine.
  - Yvon Back, acteur français.
- 18 septembre : 
  - Andrew Airlie, acteur écossais.
  - Bernard Werber, écrivain français.
  - Helena Hamerow, archéologue britannique.
  - James Gandolfini, acteur américain († 19 juin 2013).
- 20 septembre : James Colby (en), acteur américain († 23 février 2018).
- 21 septembre : 
  - Nancy Travis, actrice américaine.
  - Pierre Lejoyeux, auteur de livres-jeux et de jeu de rôle français († 2 novembre 2018).
  - Serena Scott Thomas, actrice britannique.
- 22 septembre : 
  - Bonnie Hunt, actrice, scénariste, productrice et réalisatrice américaine.
  - Catherine Oxenberg, actrice américaine.
- 23 septembre : 
  - Chi McBride, acteur et producteur américain.
  - William Cameron McCool, astronaute américain († 1er février 2003).
- 24 septembre : 
  - Iouri Boutoussov, metteur en scène soviétique puis russe († 10 août 2025).
  - John Logan, scénariste et producteur américain.
  - Pierre Cosso, acteur et chanteur-compositeur français.
- 25 septembre : 
  - Frankie Randall, boxeur américain († 23 décembre 2020).
  - Heather Locklear, actrice américaine.
- 26 septembre : Ayan Sadakov, joueur et entraîneur de football bulgare († 1er juillet 2017).
- 28 septembre : 
  - Marc Fayet, comédien, auteur dramatique et metteur en scène français.
  - Gregory Jbara, acteur américain.
  - Anatole Koué, footballeur, homme politique, humanitaire et homme d'affaires centrafricain († 31 décembre 2017).
  - Tatiana de Rosnay, écrivaine française
- 29 septembre : 
  - Dale Dickey, actrice américaine.
  - Dorothée Gizenga, femme politique congolaise († 18 février 2022).
- 30 septembre : 
  - Eric Stoltz, acteur américain.
  - Crystal Bernard, actrice américaine.
  - Sally Yeh, actrice taïwanaise.

## Octobre
- 3 octobre : Ludger Stühlmeyer, musicien, organiste et compositeur allemand.
- 4 octobre : Kazuki Takahashi, dessinateur japonais († 4 juillet 2022).
- 5 octobre : Chérubin Okende Senga, homme politique congolais (RDC) († 13 juillet 2023).
- 6 octobre : Moshe Lion, entrepreneur et politicien israélien.
- 7 octobre : 
  - Benny Chan, réalisateur, producteur et  scénariste chinois († 23 août 2020).
  - Patrice Lestage, footballeur français († 29 novembre 2010).
  - Paula Newsome, actrice américaine.
  - Tony Sparano, entraîneur américain de football américain († 22 juillet 2018).
- 8 octobre : Kim Wayans, actrice, scénariste et réalisatrice américaine.
- 10 octobre : 
  - Bonita Friedericy, actrice américaine.
  - Jodi Benson, actrice américaine.
- 11 octobre : Hany Abu-Assad, réalisateur néerlando-palestinien.
- 13 octobre : Bill Camp, acteur américain.
- 14 octobre : 
  - Alexander Rojtburd, artiste et peintre soviétique puis ukrainien († 8 août 2021).
  - Isaac Mizrahi, styliste et animateur de télévision américain.
- 16 octobre :
  - Chris Doleman, joueur professionnel américain de football américain († 28 janvier 2020).
  - Marc Levy, romancier français.
  - Scott O'Hara, acteur pornographique, puis poète et éditeur, américain américain († 18 février 1998).
  - Tonye Patano, actrice et productrice américaine.
- 17 octobre : 
  - Joseph Jouthe, homme d'État haïtien.
  - John Okafor, acteur nigérian († 2 mars 2024).
- 18 octobre : 
  - Marilyne Canto, actrice et réalisatrice française.
  - Wynton Marsalis, trompettiste de jazz américain.
- 21 octobre : Alireza Akbari, homme politique iranien († 14 janvier 2023).
- 23 octobre : David Kitay, compositeur américain.
- 24 octobre :
  - Bruce Castor, avocat américain.
  - Rick Margitza, saxophoniste de jazz américain.
  - Susan L. Still, astronaute américaine.
- 26 octobre : 
  - Dylan McDermott, acteur et réalisateur américain.
  - Uhuru Kenyatta, homme politique Kényan.
  - Manuel Estiarte, joueur espagnol de water-polo.
  - Calixthe Beyala, écrivaine franco-camerounaise.
- 27 octobre :
  - Damian Young, acteur américain.
  - Evariste Twana wibina, homme politique de la République démocratique du Congo.
- 29 octobre : Aleksey Gorbounov, acteur ukrainien.
- 30 octobre : Seth Adonkor, footballeur français († 18 novembre 1984).
- 31 octobre : 
  - Peter Jackson, réalisateur, scénariste et producteur néo-zélandais.
  - Larry Mullen Jr., batteur et cofondateur du groupe irlandais du groupe U2.

## Novembre
- 1er novembre :
  - Anne Donovan, joueuse puis entraîneuse de basket-ball américaine († 13 juin 2018).
  - Valérie Valère, écrivaine française († 17 décembre 1982).
  - Petr Pavel, militaire et homme d'État tchèque.
- 2 novembre :
  - Sigrid Kaag, femme politique et diplomate néerlandaise.
  - Elke Kahr, femme politique autrichienne.
- 3 novembre : 
  - Jean-Michel Maire, journaliste de presse et de télévision français.
  - Moeketsi Majoro, homme politique lésothien.
- 4 novembre : 
  - Olaug Bollestad, femme politique norvégienne.
  - Ralph Macchio, acteur américain.
- 5 novembre
  - Charles Hobaugh, astronaute américain.
  - Alan G. Poindexter, astronaute américain († 1er juillet 2012).
- 6 novembre : Florent Pagny, chanteur et acteur français.
- 8 novembre : 
  - Jacqueline Rabun, joaillère américaine.
  - Leif Garrett, acteur et chanteur américain, et une personnalité de la télévision.
- 9 novembre :
  - Tal Nitzán, écrivaine et traductrice israélienne.
  - Rogier Stoffers, chef opérateur et directeur de la photographie néerlandais.
- 11 novembre : Hervé Baudry, dessinateur de presse et caricaturiste français († 4 juin 2016).
- 12 novembre : Nadia Comăneci, gymnaste roumaine.
- 13 novembre : Candye Kane, chanteuse de blues américaine († 6 mai 2016).
- 14 novembre :
  - Ben Coleman, joueur de basket-ball américain († 6 janvier 2019).
  - Nagui, animateur de radio et de télévision, producteur et comédien français.
  - Laura San Giacomo, actrice américaine.
  - D. B. Sweeney, acteur américain.
  - Rafik Tlili, homme politique tunisien († 10 février 2015).
- 15 novembre : 
  - Anthony Poola, cardinal indien, archevêque d'Hyderabad.
  - Mary Jo Foley, écrivaine américaine.
  - Nasiba Abdullayeva, chanteuse ouzbèke.
- 16 novembre : Corinne Hermès, chanteuse française.
- 17 novembre : 
  - Wolfram Wuttke, footballeur allemand († 1er mars 2015).
  - Pat Toomey, homme politique américain, sénateur des États-Unis pour la Pennsylvanie depuis 2011.
- 18 novembre : 
  - Nick Chinlund, acteur américain.
  - Véronique Biefnot, actrice, metteuse en scène et romancière franco-belge.
- 19 novembre : Meg Ryan, actrice et productrice américaine.
- 20 novembre :
  - Khamphao Ernthavanh, femme politique laotienne.
  - Pierre Hermé, chef pâtissier-chocolatier français.
- 21 novembre : Jean-François Halin, scénariste français.
- 22 novembre : 
  - Guillaume Laurant, scénariste, acteur et romancier français.
  - Mariel Hemingway, actrice américaine.
- 23 novembre : Jean-Michel Bernard, pianiste, compositeur et orchestrateur de musique de film français
- 24 novembre : Alexis Desseaux, acteur et metteur en scène français.
- 25 novembre : Matthias Freihof, acteur allemand.
- 26 novembre : 
  - Carrie Nygren, actrice suèdoise.
  - Marcy Walker, actrice américaine.
- 27 novembre : 
  - Samantha Bond, actrice britannique.
  - Steve Oedekerk, scénariste, producteur, acteur et réalisateur américain.
- 28 novembre : 
  - Alfonso Cuarón, réalisateur, scénariste et producteur mexicain.
  - Jonathan Mostow, réalisateur, scénariste et producteur américain.
- 29 novembre :
  - Kim Delaney, actrice et productrice américaine.
  - Tom Sizemore, acteur, producteur et scénariste américain († 3 mars 2023).
  - Yvonne Suhor, actrice américaine († 27 septembre 2018).
- 30 novembre : 
  - Joe Berlinger, réalisateur, scénariste, producteur et acteur américain.
  - Rupert Wainwright, acteur, réalisateur et scénariste britannique.
  - Wadeck Stanczak, acteur français.

## Décembre
- 1er décembre : Jeremy Northam, acteur britannique.
- 6 décembre : 
  - Ary Chalus, personnalité politique française.
  - Colin Salmon, acteur britannique.
- 9 décembre :
  - Beril Dedeoğlu, femme politique turque († 13 mars 2019).
  - Fethi Haddaoui, acteur, réalisateur, scénariste et producteur tunisien († 12 décembre 2024).
  - Joe Lando, acteur américain.
- 10 décembre : Nia Peeples, actrice américaine.
- 11 décembre : 
  - Macky Sall, quatrième président de la République du Sénégal.
  - Kimberly Scott, actrice américaine.
- 12 décembre : Blake Farenthold, homme politique américain († 20 juin 2025).
- 13 décembre : Harry Gregson-Williams, compositeur britannique de musique de film et de jeux vidéo.
- 15 décembre : Reginald Hudlin, réalisateur, scénariste et producteur américain.
- 16 décembre : 
  - Jon Tenney, acteur américain.
  - Sam Robards, acteur américain.
  - Yves Verhoeven, acteur français.
- 18 décembre :
  - Lucien Bouchardeau, arbitre de football nigérien († 20 février 2018).
  - Paul Anthony Cook, batteur du groupe Sade.
  - Angie Stone, actrice et chanteuse américaine († 1er mars 2025).
- 19 décembre : 
  - Matthew Waterhouse, acteur britannique.
  - Scott Cohen, acteur américain.
- 20 décembre : Yvan Le Bolloc'h, comédien, humoriste et réalisateur français.
- 22 décembre : Youri Malenchenko, cosmonaute russe.
- 24 décembre : 
  - Wade Williams, acteur américain.
  - Ilham Aliyev, homme d'État d'Azerbaïdjan et 4e président de l'Azerbaïdjan depuis 2003.
  - Simon Woolley, homme politique britannique.
- 25 décembre :
  - Íngrid Betancourt, femme politique colombienne, ex-otage des FARC.
  - Aleš Debeljak, poète, essayiste, traducteur et critique culturel slovène († 28 janvier 2016).
- 26 décembre : 
  - Myriem Roussel, actrice française.
  - Tahnee Welch, actrice américaine.
- 27 décembre : 
  - Guido Westerwelle, homme politique allemand († 18 mars 2016).
  - Shashawnee Hall, acteur américain († 29 mars 2021).
- 28 décembre : 
  - Helen Newlove, femme politique britannique.
  - Nicoletta della Valle, juriste suisse.
- 31 décembre : 
  - Joanna Johnson, actrice, scénariste et productrice américaine.
  - Nina Li Chi, actrice chinoise .

## Date inconnue
- Dalaa al Moufti, écrivaine koweïtienne.
- Issa Bagayogo, musicien malien († 9 octobre 2016).
- Jennifer Radloff, informaticienne et féministe sud-africaine.
- Cecilia Samartin, autrice américaine.
- Abdallah Ould Souleymane Ould Cheikh Sidiya, homme politique mauritanien.
- Anuradha TK, scientifique indienne.
- Lobi Traoré, musicien et chanteur de blues malien († 1er juin 2010).
- Haibatullah Akhundzada, dirigeant suprême d'Afghanistan depuis 2021.
- Fawzia Zainal, femme politique bahreïnienne.
- Farzaneh Sharifi, urologue iranienne.